# Mio zio Buck
Mio zio Buck (Uncle Buck) è una serie televisiva statunitense in 22 episodi trasmessi per la prima volta nel corso di una sola stagione dal 1990 al 1991. È una sitcom basata sulla film del 1989 Io e zio Buck.

## Trama
Buck è uno sciattone che beve, fuma e si cura poco di se stesso e del giudizio degli altri. Una notte suo fratello Bob ha bisogno di aiuto, Buck è costretto a prendersi cura dei suoi tre nipoti, Tia, Miles, e Maizy.

## Personaggi e interpreti

### Personaggi principali
- Buck Russell, interpretato da Kevin Meaney.
- Tia Russell, interpretata da Dah-ve Chodan.
- Miles Russell, interpretato da Jacob Gelman.
- Maizy Russell, interpretata da Sarah Martineck.

### Personaggi secondari
- Skank (6 episodi, 1990-1991), interpretato da Dennis Cockrum.
- Maggie Hogoboom (5 episodi, 1990-1991), interpretata da Audrey Meadows.
- Lucy (4 episodi, 1990-1991), interpretata da Rachel Jacobs.
- Darlene (3 episodi, 1990-1991), interpretata da Laurel Diskin.
- Ms. Crappier (3 episodi, 1990-1991), interpretata da Lu Leonard.
- Kroger (2 episodi, 1990-1991), interpretato da Sam Anderson.
- Rafer (2 episodi, 1990), interpretato da Tommy Ford.

## Produzione
La serie fu prodotta da Universal TV Le musiche furono composte da Hugh Harris.

### Registi
Tra i registi sono accreditati:
- James Widdoes in 11 episodi (1990-1991)
- John Tracy in 3 episodi (1990-1991)
- Art Dielhenn in 3 episodi (1990)

## Distribuzione
La serie fu trasmessa negli Stati Uniti dal 10 settembre 1990 al 9 marzo 1991 sulla rete televisiva CBS. In Italia è stata trasmessa con il titolo Mio zio Buck su TMC sul finire degli anni 90.
Alcune delle uscite internazionali sono state:
- negli Stati Uniti il 10 settembre 1990 (Uncle Buck)
- in Germania Ovest (Allein mit Onkel Buck)
- in Italia (Mio zio Buck)

## Episodi
| Stagione       | Episodi | Prima TV USA |
| -------------- | ------- | ------------ |
| Prima stagione | 22      | 1990-1991    |